# Прапор Мени
Прапор Мени — державний символ міста Мена, Чернігівської області. Автор — Олександр Лісниченко.

## Опис прапора
Прапор міста Мена — полотнище скошене справа на пурпурове і зелене поля. На полотнищі перехрещені біла стріла і біла шабля із жовтим руків'ям та вістрями вниз. Угорі жовтий хрест з розширеними кінцями.